# Converse

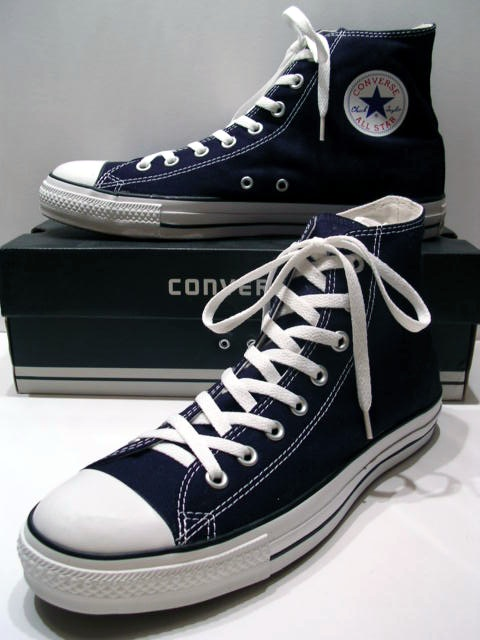
Класичні чорно-білі кеди Converse All-Star

Converse — американська компанія, яка виготовляє та продає взуття, одяг та аксесуари. Найбільш відома своїми кедами Chuck Taylor All-Stars.
Випускають кеди різних кольорів, різної форми (низькі, середні, високі), та з різних матеріалів — наприклад шкіряні, замшеві, вінілові, денімові та навіть конопляні «конверси». Також є моделі кедів без шнурків, над дизайном яких також працював Чак Тейлор, незадовго до своєї смерті у 1969 р.

## Історія

### Перша продукція Converse
Історія Converse починається з простого менеджера Маркуса М. Конверса, коли він працював в Бостонській фірмі Rubber Shoe Company. У 1908 році Маркус заснував взуттєву компанію в м. Молден (штат Массачусетс), що отримала назву Converse Rubber Shoe Company.
Першою продукцією стала колекція зимового та літнього взуття для всієї родини. Вже до 1910 року фабрика випускала понад 4000 пар в день. Спортивний напрямок було взято до 1915 року.

### Спортивна лінія взуття
Важливим пунктом у розвитку компанії став випуск першого спеціалізованого взуття для баскетболістів в 1917 році– лінія Converse All Star.  
Гарною рекламою послужив вибір «конверсів» популярним тоді баскетболістом Чарльзом Х. Тейлором («Чак»), який грав за Akron Firestones. У залі його можна було побачити виключно в кедах «Конверс». У 1918 році фірма презентує спортсмену пару кедів All Star як підтримку та з метою реклами.
У цей період фабрика випускає цілу колекцію взуття для першої в Америці афроамериканської баскетбольної команди New York Renaissance. Успішна гра спортсменів ще більше вкорінює впевненість споживачів у якості брендової продукції.
В 1921 році «Чак» визнаний офіційним обличчям компанії. У 1923 році, після публікації ретроспективи в честь 6-го ювілею баскетболу як офіційного виду спорту, кеди серії All Stars стали його іменною моделлю для професіоналів. Після цього пішов рекламний тур (35 днів), покликаний навчити американців баскетболу. Реклама дала спортсмену нове прізвисько – «баскетбольний посол».
Впізнаваним взуттям «Конверс» зробив і інший відомий спортсмен, Джек Перселл. У 1935 році компанія із залученням Джека створила модель зручних і надлегких кед для гри в бадмінтон. Відмінністю взуття став логотип, розміщений на носку.

Спочатку цей розпізнавальний знак був покликаний захистити взуття від пошкоджень при активній грі. Однак після зростаючої популярності моделі, таке розміщення логотипу стало візитною карткою бренду.

### Розквіт бренду
Події в Перл-Харборі і вступ Америки в Другу світову війну змусили компанію змінити курс. Тепер на фабриці Converse випускали якісний одяг і взуття для солдатів. Для авіаторів була розроблена окрема серія черевиків A-6 Flying Shoes. Також було створене взуття для підтримки працівників сільського господарства. Колекція отримала назву «Victory Garden».
У 1949 році з'явилася єдина баскетбольна ліга НБА, сформована з двох окремих асоціацій:
- Національної Баскетбольної Ліги (НБЛ);
- Баскетбольної Асоціації Америки (БАА).

Вибором багатьох спортсменів нової ліги стали саме кеди Chuck Taylor All Stars.
Потім настав переломний момент в існуванні бренду, оскільки споживач став вимагати більш яскравих відтінків (до війни компанія випускала тільки чорні моделі). Виконавши вимогу покупців, фірма знову зайняла лідируючі позиції. Чималу роль зіграв факт вибору кед голлівудськими зірками.
Джеймс Дін був одним з кіноакторів, які демонстрували стильні образи в кедах «Конверс».
Він знявся для модного журналу в джинсах і білій парі взуття від Converse. Це привернуло до продукції бренду увагу підлітків і старшої молоді.

### Вихід на нові ринки
Кеди стали символом бунтарів 50-х років. Образ хлопчаків складався з футболки, джинсів і кедів, а дівчата воліли гольфи, спідниці та светри. Тепер Converse– це не стільки взуття для спортсменів, скільки модний елемент одягу.
У середині 50-х років 20-го століття лінійка Чака Тейлора All-Star стає улюбленою серед баскетболістів США. Протягом наступних 2-х десятиліть компанія розширює виробництво, починаючи виробляти також одяг і аксесуари не тільки для баскетболістів, але і для представників інших видів спорту:
- легкої атлетики;
- тенісу;
- футболу.

При цьому популярність кед зростає і серед представників субкультур (панків і хіпі). Брендове взуття носять на концертах і в звичайному житті відомі музиканти (учасники Pantera, Nirvana, Ramones и Green Day).
1976 рік ознаменувався зміною дизайну моделей. Тепер «Конверс» випускав продукцію зі шкіри, замші і яскравого вінілу, а збоку кеду красувалася яскраво-червона зірка. У цей період з'явилася лінійка Pro Leather.
У 1985 році в компанії розробили:
- систему зниження навантаження під час занять спортом на стопу;
- систему контролю руху;
- технологію повернення енергії.

Ще через рік фірма запускає рекламну компанію Choose Your Weapon, в якій задіяні двоє кращих професійних баскетболістів.
Це демонструвало конкурентну першість моделей «Конверс». 

### Банкрутство
В кінці 80-х років компанія залишається в тіні великих конкурентів: Adidas, Nike і Reebok. Бренди заповнюють ринок стильним і максимально зручним взуттям, створеного з використанням запатентованих інноваційних технологій. Консерватизм Converse знижує попит на продукцію до мінімуму.
У 1992 році компанією запатентована нова технологія REACT®, яка поліпшує підтримку, стабільність і здатність кед згладжувати удари під час стрибків і бігу. Але і це не врятувало бренд від зміни власника. У 1995 році новим власником стає ApexOne. Однак нове керівництво не знаходить виходу з положення і в 2001 році доводить Converse до банкрутства.

### Відродження бренду
2003 рік стає новою віхою в житті бренду – його викуповує колишній конкурент Nike, що залишається власником компанії по сей день. Здійснили випуск багатьох старих моделей з новим дизайном. Незважаючи на критику шанувальників All-Star, нова стилістика від «Найк» відродила Converse.
Сьогодні, отримавши світову популярність, торгова марка залишається популярною і не втрачає звання символу вільної Америки. 